# IMAM Ro.5
L'IMAM Ro.5, citato alle volte anche come Romeo Ro.5, era un monomotore da turismo ad ala alta a parasole prodotto dall'azienda italiana Industrie Meccaniche Aeronautiche Meridionali alla fine degli anni venti.
Pur essendo un velivolo destinato all'aviazione civile venne successivamente utilizzato, in un piccolo numero, come aereo da collegamento e da addestramento dall'italiana Regia Aeronautica.

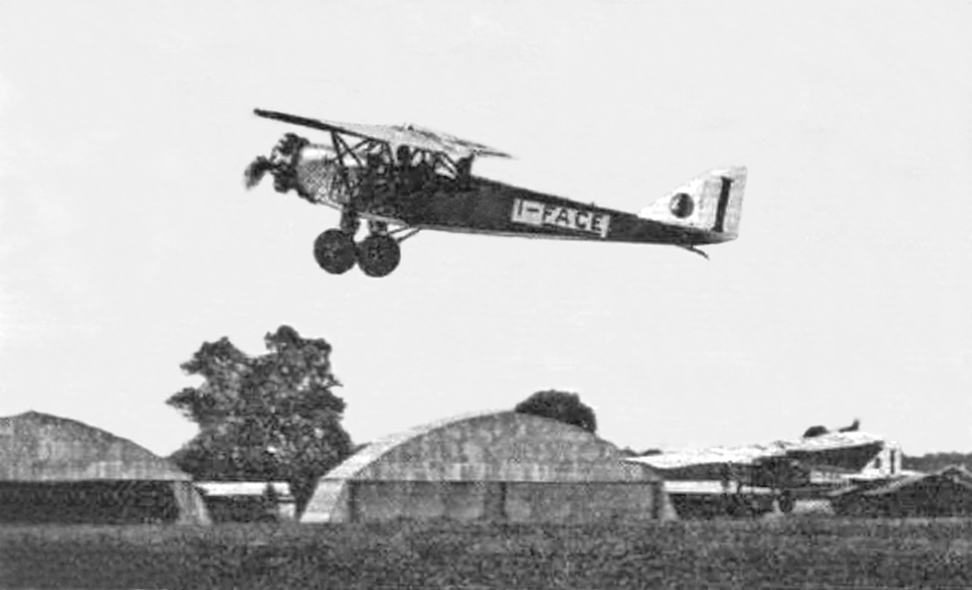
Un IMAM Ro5 fotografato all'aeroporto di Orly nell'agosto del 1929

## Storia del progetto
Nel 1928 il Ministero dell'aeronautica emise una specifica per la realizzazione di un velivolo leggero da utilizzarsi nel ruolo di addestratore basico per le scuole di volo, come aereo da collegamento e da turismo. Al bando di concorso parteciparono la quasi totalità delle aziende di produzione aeronautica del territorio nazionale, tra cui l'IMAM con il suo Ro.5 che pur non essendone risultata vincitrice risultò comunque interessante nelle prove comparative del febbraio 1929. Alla fine furono addirittura dieci i progetti che vennero ritenuti all'altezza dei requisiti richiesti; oltre il Ro.5, il vincitore Fiat-Ansaldo A.S.1, l'AVIA FL.3, il Breda Ba.15, il CAB C.4, il Caproni Ca.100 (il famoso "Caproncino"), il CANT 26, il Macchi M.70, il Magni Vittoria ed il Piaggio P.9.

## Tecnica
Il Ro.5 era un velivolo dall'aspetto tradizionale, monomotore biposto ad ala alta a parasole dotato di carrello fisso.

### Ali e impennaggi
L'ala era posizionata alta a parasole collegata alla fusoliera tramite un castello tubolare. Ala e impennaggi erano realizzate in legno, con rivestimento di tela.

### Fusoliera e carrello
La fusoliera a sezione rettangolare, realizzata con tubi d'acciaio saldati e rivestimento in tela, era caratterizzata dalla presenza di due abitacoli aperti per pilota ed istruttore (o passeggero), che terminava posteriormente in un tradizionale impennaggio monoderiva.

Il castello motore era posizionato a sbalzo, nella parte anteriore della fusoliera.
Il posto per il passeggero era situato dietro il motore mentre più dietro trovava posto il pilota.
Il carrello d'atterraggio era ad assale interrotto e molleggiato elasticamente, mentre il pattino di coda era a balestra.

L'elica (trattiva) era bipala, in legno. I due serbatoi erano alloggiati nell'ala.

### Allestimenti
Come altri velivoli prodotti all'epoca, per il Ro.5 era prevista una diversificata gamma di motorizzazione installata sulla preferenza del committente, principalmente rivolta ai radiali Fiat A.50 da 80 CV (60 kW) ed i cecoslovacchi Walter da 85 CV (63 kW).

## Impiego operativo

### Civile
Il Ro.5 venne acquistato in numerosi esemplari da diversi aeroclub e scuole di volo civili, impiegandolo come aereo da addestramento, e da utenti privati. Nel 1930 vennero utilizzati da alcuni piloti in occasione del 1º Giro Aereo d'Italia, vinto quell'anno dal colonnello Sacchi ai comandi di un Breda Ba.15.

### Militare
Un piccolo lotto venne acquisito anche dalla Regia Aeronautica che lo utilizzò, oltre che per l'addestramento basico dei suoi piloti, anche come aereo da collegamento.

## Versioni
Ro.5
versione principale.
Ro.5bis
versione caratterizzata da un lungo tettuccio che chiudeva i due abitacoli.

## Utilizzatori

### Militari
Italia
- Regia Aeronautica